# Аннеліс Бредаль
Аннеліс Бредаль (15 червня 1965) — бельгійська академічна веслувальниця.
Срібна призерка Олімпійських Ігор 1992 року в одиночці, учасниця 1988, 1996 років.
Бронзова призерка Чемпіонату світу 1991, 1994, 1995 років в одиночці.